# Sport-Club Charlottenburg Berlin e. V.
Sport-Club Charlottenburg Berlin e.V. é uma agremiação esportiva alemã, fundada em 1902, sediada em Charlottenburg, distrito de Berlim.
Hoje um dos maiores clubes de Berlim, o SCC oferece uma grande variedade de atividades para seus membros, incluindo futebol americano, beisebol, softbol, basquetebol, handebol, hóquei no gelo, hóquei em campo, atletismo, tênis, natação e vôlei.

## História
Foi criado como Charlottenburger Sport-Club 1902. Em 1911, uniu-se ao Sport-Club Westen 05 e mudou suas cores de amarelo e azul para preto e branco.
Através dos anos 20 o clube passou por outras fusões e atuou na Oberliga Berlin-Brandenburg (I) como Union-SCC Charlottenburg através de sua associação com o FC Union Halensee (1898). O melhor resultado ocorreu em 1922, quando terminou como vice-campeões, depois de perder duas finais da Norden-Nordwest Berlim (2 a 4, 0 a 1). O clube mudou seu nome para SC Charlottenburg, em 1927, e foi rebaixado no mesmo ano. O SCC voltou à Oberliga por uma única temporada em 1928-1929.
O Charlottenburg atuou em menor nível ao longo dos anos 30 e mais na década de 40. Após a Segunda Guerra Mundial era parte de uma única associação conhecida como SG Charlottenburg representando o distrito. Reapareceu na primeira divisão da Oberliga Berlim em 1946, ao conquistar o título da divisão.
O SG Charlottenburg logo começou a se fragmentar em seus clubes originais separados e, em 1949, o SC Charlottenburg reapareceu na terceira camada. Foi promovido à Amateurliga Berlim, em 1950, a terceira temporada, antes de ser rebaixado. 
Em 1963, mesmo ano em que a Bundesliga, a nova liga profissional da Alemanha foi formada,o SCC fez uma aparição única na Amateurliga antes de descer à divisão inferior.
O Charlottenburg desfrutou de um ressurgimento em breve início dos anos 80, passando rapidamente da Landesliga Berlin (IV) à Amateur Oberliga Berlin (III) chegando na temporada 1983-1984 à 2. Bundesliga. Porém essa campanha terminou em fracasso por conta de um 18º lugar e o consequente rebaixamento. A equipe manteve-se, entretanto, competitiva, conquistando o segundo lugar na Oberliga, em 1985, e outro título em 1986. O SCC tomou parte da fase de promoção à 2. Bundesliga, mas terminou atrás do FC St. Pauli e Rot-Weiss Essen, antes de cair desastrosamente na temporada seguinte ao ficar em último. O clube disputou a terceira e a quarta divisão no decorrer dos anos 80 e 90, antes de finalmente cair para a camada quinta, a Berlin-Liga.
O time sedia suas partidas no Mommsenstadion, com capacidade para 15.005, que foi construído em 1930, e é conhecido originalmente como SCC-Stadion.

## Títulos
- Landesliga Berlim campeão (IV): 1982;
- Oberliga Berlin campeão: 1947, 1983, 1986;
- Oberliga Berlin-Brandenburg vice-campeão: 1921;